# Arturo Loria
Arturo Loria (Carpi, 17 novembre 1902 – Firenze, 15 febbraio 1957) è stato uno scrittore italiano.

## Biografia
Arturo Loria nasce a Carpi da Aristide Loria, industriale nato a Modena e di famiglia ebraica, e Antonietta Righi, di Carpi e cattolica. La famiglia Loria, agli inizi del Novecento, possedeva nella cittadina una fabbrica di cappelli di paglia. Nel 1912 i genitori decidono di trasferire la fabbrica con tutta la famiglia a Firenze. Nei primi anni di vita Arturo viene colpito dalla poliomielite che lo segnerà nel corpo, lasciandogli un'andatura zoppicante, ma anche un carattere riflessivo tenace e volitivo che gli permette di praticare sport, oltre che prendere lezioni di pianoforte.
Dopo aver frequentato il Regio Liceo classico Galileo di Firenze dove studia con grande profitto sia i classici latini, sia autori come Shakespeare, Poe, Dostoevskij ed Emily Dickinson, Loria compie con grande entusiasmo a diciotto anni il suo primo viaggio a Parigi, e l'anno dopo, nel 1921, s'iscrive alla Facoltà di Giurisprudenza dell'Università di Pisa. Negli anni seguenti una sua certa facilità nello scrivere storie si può già misurare nei primi racconti e in alcune lettere inviate a una giovane russa conosciuta durante una vacanza trascorsa a Firenze; la ragazza ha nome Nerina e il giovane Loria le dedica il racconto Ritratti.
La prima stesura del racconto Il cieco e la Bellona viene pubblicata nel 1926 nella rivista letteraria Solaria assieme ad altri racconti, e dopo una revisione nel 1927 viene infine data alle stampe in forma definitiva nel 1928.
Al Caffè Le Giubbe Rosse di piazza Vittorio Emanuele, abituale ritrovo dei collaboratori di Solaria, Loria conosce Eugenio Montale, Raffaello Franchi, Felice Carena, Marino Marini, e instaura una duratura amicizia in particolare con Roberto Papi, Elio Nissim, Giovanni Colacicchi e Alessandro Bonsanti, che svolgeva le mansioni di direttore della rivista. Solaria, rivista di riferimento per la critica italiana, permette a Loria di far conoscere i suoi scritti a dei critici più che autorevoli: oltre ai già citati non si possono non ricordare Emilio Cecchi e Natalino Sapegno.
Loria incomincia a viaggiare e, di ritorno dalla Grecia, scrive Gli evasi (luglio 1928), durante una breve vacanza in Versilia. In uno dei soggiorni a Parigi entra in contatto con diversi letterati tra i quali Giuseppe Prezzolini e i pittori De Chirico, Filippo de Pisis e conosce Polia, una giovane pittrice russa, alla quale dedica la sua seconda raccolta Fannias Ventosca (1929); insieme partono per l'Inghilterra.
Innamorato della giovane pittrice, continua a scrivere, ispirato dal quel sentimento, il racconto La scuola di ballo pubblicato per le edizioni di Solaria nel 1932.
Le recensioni critiche di letterati come Giansiro Ferrata, Guido Piovene e Giuseppe De Robertis, non compensano tuttavia il limitato successo di pubblico, mentre nella mente dello scrittore si va delineando un progetto ambizioso, l'idea di un romanzo autobiografico che per varie vicissitudini non riuscirà mai a pubblicare.
La rivista Italia letteraria nel 1933 pubblica articoli e recensioni molto favorevoli alle sue opere, perché proprio in quell'anno Loria si aggiudica il premio letterario in memoria di Umberto Fracchia che della rivista, quando ancora si chiamava La Fiera Letteraria era stato il fondatore.
Polia - da tempo molto malata - muore e la perdita lascia lo scrittore svuotato, affranto e molto depresso. Per alleviare il dolore Loria ricomincia a viaggiare e trova una buona occasione per allontanarsi quando accetta, invitato da Dino Bigongiari, professore di filologia romanza alla Columbia University di New York, d'insegnare per sei mesi alla Casa Italiana della Columbia, diretta da Giuseppe Prezzolini.
Nel 1935 viene pubblicato dalla rivista Pan, il racconto, Il compagno dormente, titolo ripreso anche in seguito nella raccolta di racconti postumi del 1960.
Dopo un'altra breve permanenza alla Columbia University nell'estate del 1936, ritornato in Italia si trasferisce definitivamente a Firenze e precisamente in Borgo San Jacopo dove affitta uno studio in una torre antica dalla quale si può intravedere un bellissimo panorama della città. Inizia a collaborare fin dal primo numero alla rivista Letteratura fondata e diretta da Alessandro Bonsanti.
Nel 1938 l'emanazione delle leggi razziali porta pesanti limitazioni delle libertà individuali per gli ebrei, le quali tra l'altro impediscono esplicitamente di partecipare alla vita culturale del Paese.
Nonostante le sue origini parzialmente ebraiche, Loria essendo di madre non ebrea si sottrae alla normativa e quindi riesce ad avere una discreta libertà espressiva.
Svolge una proficua attività che spazia dalla scrittura al teatro; dalla stesura di un dramma in tre atti, I colloqui del Principe (che lo terrà impegnato per ben due anni fino alla fine del 1941), all'allestimento in Piazza della Signoria dei Giochi medicei, al dramma satirico Endymione nel 1942, al racconto L'albergatore malato sulla rivista Circoli del 1938, al Giornale di bordo, diario che dal marzo 1942 registra riflessioni intime e cronaca di eventi giornalieri; mentre ancora coltiva il suo vecchio progetto di scrivere il romanzo della sua vita.
Con la famiglia è costretto, dopo l'8 settembre 1943, a nascondersi dalle retate tedesche, poiché essi non distinguevano tra chi aveva due genitori ebrei e chi solo uno; mentre le truppe alleate bombardano i Tedeschi in fuga, danneggiando talvolta anche le città, i Loria lasciano Firenze e vanno a rifugiarsi a Montevarchi. Durante un bombardamento, l'ufficio fiorentino della fabbrica Loria viene colpito e nel crollo vanno perduti importanti documenti e manoscritti che lo scrittore vi conservava; egli affermerà in seguito «Quest'azione ha cancellato dieci anni di lavoro silenzioso e abbastanza assiduo». Frattanto la fabbrica del padre a Montevarchi e l'annessa biblioteca molto cara allo scrittore vengono devastate e saccheggiate dai tedeschi in quanto il padre era classificato come jude; vanno così dispersi libri raccolti fin dai tempi del liceo e le collezioni di quadri.
Ritornato, alla conclusione delle ostilità, nella sua amata Firenze, l'impegno e l'aspirazione più grande è subito quello di ricostruire la biblioteca acquistando di nuovo i libri in edizioni rare e in lingua originale; ritrova anche gli amici di sempre e insieme a Bonsanti, Montale e Scaravelli fonda, nel 1945, la rivista Il Mondo, periodico d'attualità e di costume, con un osservatorio speciale sui problemi postbellici.
Questa esperienza porta lo scrittore a maturare una rinnovata coscienza, sia civile sia politica, s'iscrive al Partito d'Azione e insieme con altri fonda il circolo culturale Fratelli Rosselli, senza tuttavia tralasciare la sua attività di scrittore, viaggiatore e conferenziere; le sue mete sono Francia, Svizzera, Inghilterra, il tema delle sue conferenze è la letteratura americana dell'Ottocento da Poe e Hawthorne a Melville e Whitman.
Negli ultimi anni della sua vita collabora con Bernard Berenson traducendone i saggi per il quotidiano Corriere della Sera e per lo stesso quotidiano scrive alcuni racconti e favole che non ottengono il successo sperato.
Privo di appoggi editoriali significativi, Loria muore improvvisamente, piuttosto dimenticato dal grande pubblico, il 15 febbraio 1957.

## Opere principali

### Narrativa
- Il cieco e la Bellona, Firenze, Edizioni di "Solaria", 1928; poi, a cura di Luigi Baldacci, Firenze, Giunti, 1996.
- Fannias Ventosca, Torino, Buratti, 1929; poi, a cura di Luigi Baldacci, Firenze, Giunti, 1997.
- La scuola di ballo, Firenze, Edizioni di "Solaria", 1932; poi, a cura di Rocco Carbone, Palermo, Sellerio, 1989.
- Settanta favole, Firenze, Sansoni, 1957.
- Il compagno dormente, Milano, Mondadori, 1960 (postumo); poi, a cura di Luigi Baldacci, Firenze, Giunti, 1998.
- Memorie di fatti inventati. Racconti editi e inediti, a cura di Franca Celli Olivagnoli, Firenze, Ponte alle Grazie, 1989.
- Il falco, l'aquila, a cura di Marco Marchi, Siena, Edizioni di Barbablù, 1992.

### Poesia
- Il bestiario, Milano, Il Saggiatore, 1959.

### Teatro
- Endymione, Edizione Originale di 155 esemplari numerati contenenti un'acquaforte di Giovanni Colacicchi, Firenze, Edizioni di "Letteratura", 1947.

## Studi critici
- Franca Celli Olivagnoli, Avventure personali. Biografia di Arturo Loria attraverso gli scritti, Firenze, Ponte alle Grazie, 1990.
- Arturo Loria. Mostra di documenti, Catalogo della mostra, Carpi 8-31 maggio 1992, a cura di Marco Marchi, con la collaborazione di Stefano Loria e Laura Melosi, Casalecchio di Reno (Bologna), Grafis, 1992.
- L'opera di Arturo Loria, Atti del convegno, Firenze 21-23 febbraio 1991, a cura di Rita Guerricchio, Impruneta (Firenze), Festina Lente, 1993.
- La zona dolente. Studi su Arturo Loria, Atti del convegno, Carpi 8-9 maggio 1992, a cura di Marco Marchi, Firenze, Giunti, 1996.
- Ernestina Pellegrini, La riserva ebraica. Il mondo fantastico di Arturo Loria, con un saggio di Guido Fink, Reggio Emilia, Diabasis, 1998.
- Nicoletta Mainardi, Il caso Loria. Storia e antologia della critica, introduzione di Marco Marchi, Firenze, Giunti, 1998.
- I mondi di Loria. Immagini e documenti, Catalogo della mostra, Carpi 19 ottobre-17 novembre 2002 e Firenze 23-30 novembre 2002, a cura di Marco Marchi, Firenze, Scala, 2002.
- I mondi di Loria. Studi e testimonianze, Atti della giornata di studi, Carpi 19 ottobre 2002, con un'appendice fiorentina a cura di Marco Marchi, Pisa, Edizioni ETS, 2004.
- Serenella Baggio, Prezioso e dimesso. La lingua di Arturo Loria al tempo di "Solaria", Trento, Università di Trento, 2004.
- Silvia Tomasi, Arturo Loria. Storia di un ebreo narrante, Parma, MUP, 2008.